# Palenge
Palenge is een dorp in de Belgische provincie Luxemburg. Het ligt in Septon, een deelgemeente van Durbuy. Palenge ligt ruim een kilometer ten noordoosten van Septon en anderhalve kilometer ten noordwesten van het stadscentrum van Durbuy.

## Geschiedenis
Op het eind van het ancien régime werd Palenge een gemeente, maar deze werd bij keizerlijk decreet van 1812 weer opgeheven en Palenge werd bij Durbuy gevoegd. In 1826 werd Palenge net als de opgeheven gemeente Petite-Somme bij de gemeente Borlon aangehecht. In 1900 werd Palenge net als Petite-Somme en Septon weer afgesplitst van Borlon in de nieuw opgerichte gemeente Septon.

## Bezienswaardigheden
- De Kerk van de Visitatie van de Heilige Maagd

Deelgemeenten: Barvaux · Bende · Bomal · Borlon · Durbuy · Grandhan · Heyd · Izier · Septon · Tohogne · Villers-Sainte-Gertrude · Wéris

Overige plaatsen: Aisne · Bohon · Grande Enneille· Herbet · Hermanne · Houmart · Juzaine · Longueville · Morville · Oneux · Oppagne · Ozo · Palenge · Pas-Bayard · Petite Enneille · Petite-Somme · Petithan · Rome · Verlaine-sur-Ourthe · Warre

Belgische gemeenten · Arrondissement Marche-en-Famenne · Luxemburg · Wallonië